# Guépard (contre-torpilleur)
Pour les articles homonymes, voir Guépard (homonymie).
Le Guépard est le navire de tête de sa classe de contre-torpilleurs, construits pour la Marine nationale française dans les années 1920.

## Carrière
Pendant la Seconde Guerre mondiale, après l'armistice du 22 juin 1940, le Guépard a reste fidèle à la marine de Vichy. 
Il participe notamment à la campagne de Syrie en 1941.
Il faisait partie des navires de la flotte française sabordés à Toulon, en France, le 27 novembre 1942. Son épave a ensuite été mise ferraillée.